# Norbert Eliasbrug
De Norbert Eliasbrug (brug 453) is een vaste brug in Amsterdam-Zuid. De brug is sinds 1996 een rijksmonument.
De brug uit rond 1876 is gelegen in het Vondelpark en voert over een verbindingswater tussen Eendenvijver en Rosariumvijver. De brug ligt direct aan de zuidwestkant van het rosarium. De brug komt van de tekentafel van architect Willem Hamer jr.. Het monumentenregister omschreef de brug in 2017 als volgt: Een smeedijzeren brug over een versmalde waterweg, waarvan het dek van hout is. De constructie is eveneens van smeedijzer. Alles rust aan iedere zijde op waterhoofden, die doen denken aan Korintische zuilen onder korbelen. De landhoofden zijn gemetseld en afgewerkt met aan iedere kant twee pylonen. De randliggers zijn bovendien voorzien van gietijzeren vrouwenkoppen. De sierbalustrades zijn afgewerkt met bolvormige bekroningen. Het basismateriaal van de brug kwam van Staal & Haalmeijer, Staal is daarbij de vader van architect Jan Frederik Staal.
Om fietsers de brug te laten mijden zijn er opstapjes aan beide kanten van de brug gemaakt.
De brug ging vanaf haar oplevering naamloos door het leven als brug 453. De gemeente Amsterdam vroeg in 2016 aan de Amsterdamse bevolking om mogelijke namen voor dergelijke bruggen. Een voorstel deze brug te vernoemen naar socioloog Norbert Elias werd in november 2017 goedgekeurd en opgenomen in de Basisadministratie Basisregistraties Adressen en Gebouwen.

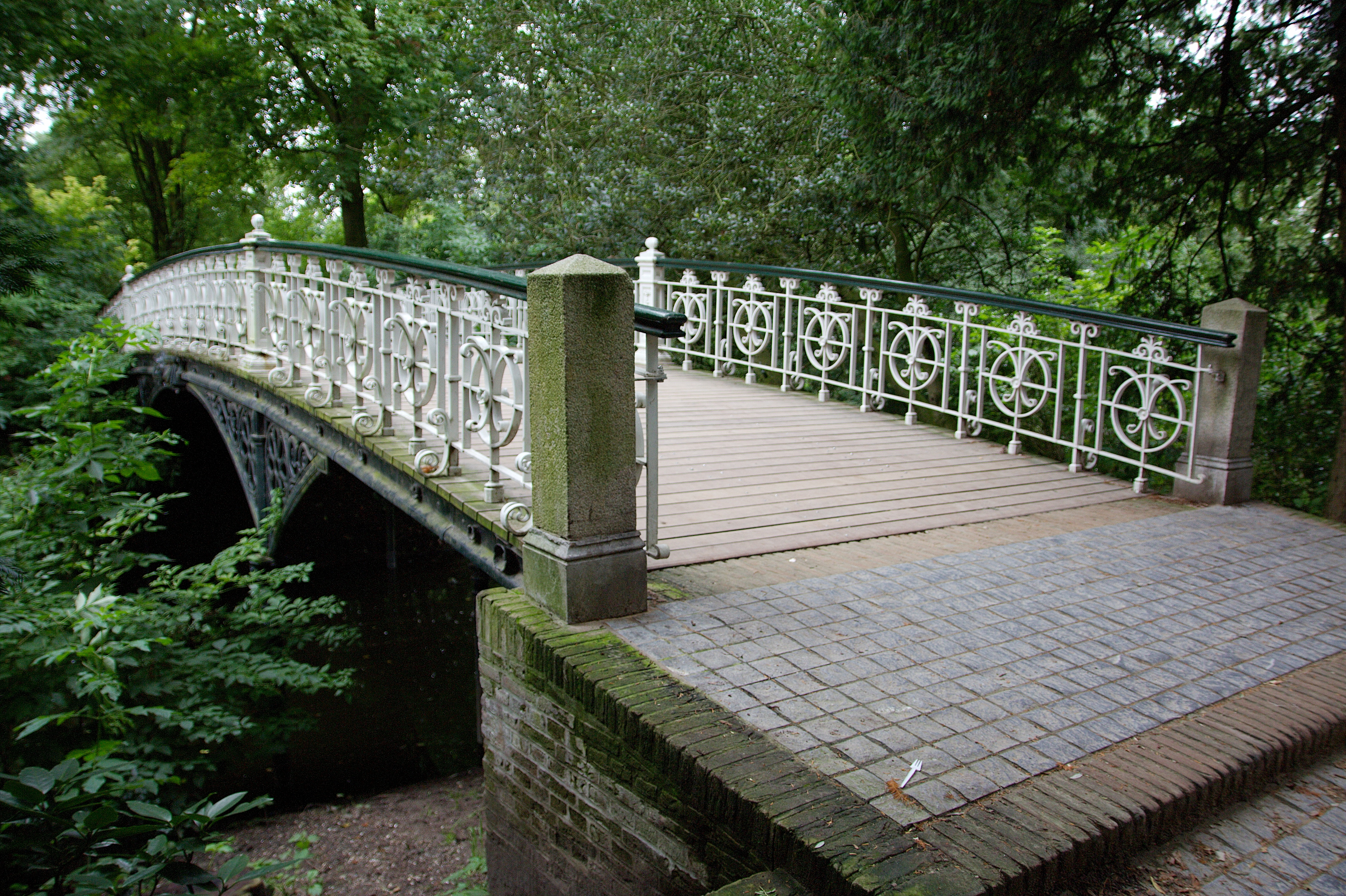
Brug 453 van de zijkant

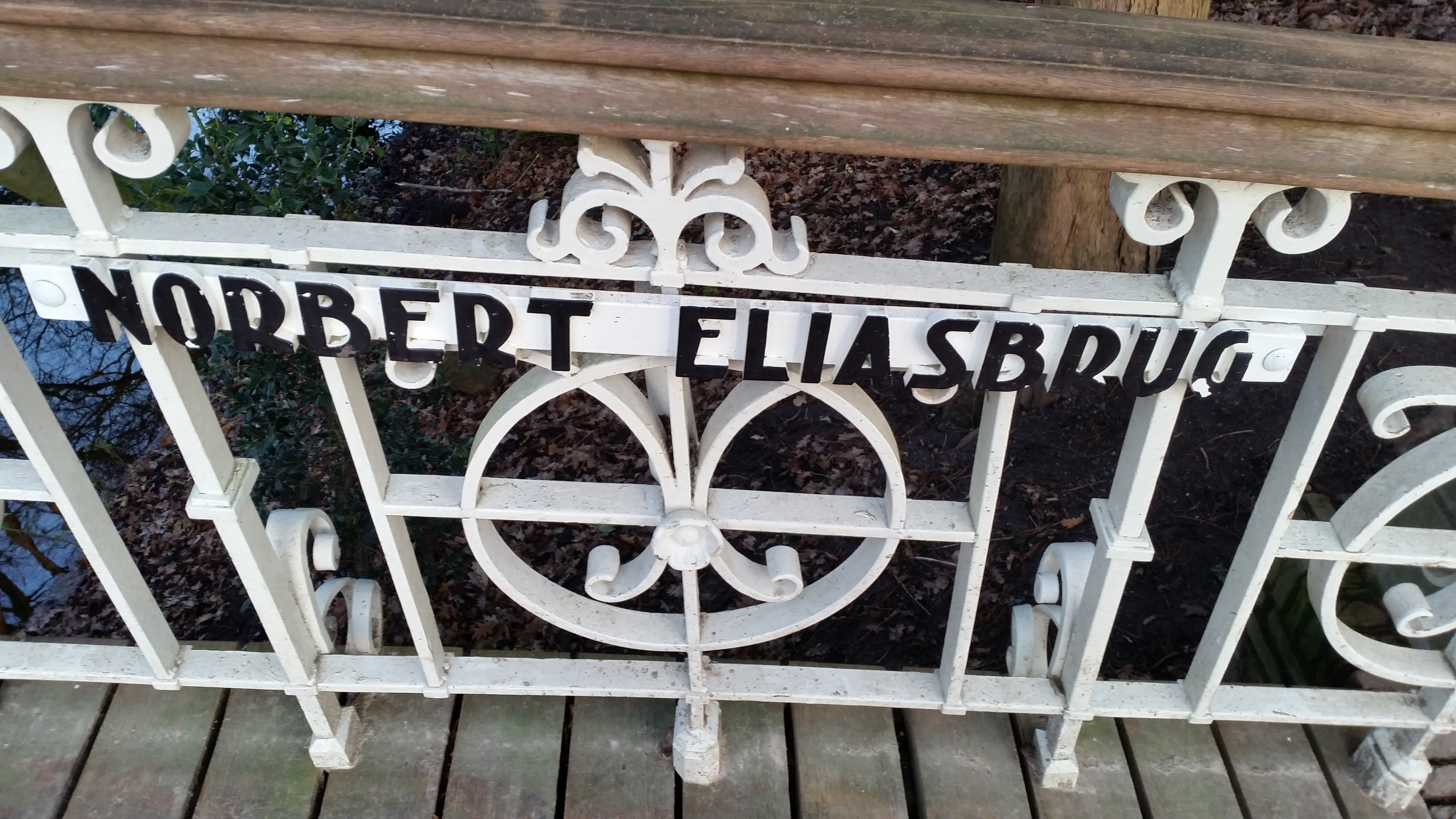
Brug 453, naamplaat (december 2019)

<<< · 400 · 401 · 402 · 403 · 404 · 405 · 406 · 407 · 408 · 409 · 410 · 411 · 413 · 414 · 415 · 416 · 417 · 418 · 419 · 420 · 421 · 422 · 423 · 424 · 425 · 427 · 429 · 430 · 431 · 432 · 433 · 434 · 435 · 436 · 437 · 438 · 439 · 440 · 441 · 442 · 443 · 444 · 445 · 446 · 447 · 448 · 449 · 450 · 451 · 452 · 453 · 454 · 455 · 456 · 457 · 458 · 459 · 460 · 461 · 462 · 463 · 464 · 465 · 466 · 469 · 470 · 471 · 472 · 473 · 474 · 475 · 476 · 478 · 479 · 480 · 482 · 483 · 485 · 486 · 487 · 488 · 489 · 490 · 491 · 492 · 493 · 494 · 495 · 496 · 497 · 499 · >>>
Brugnummers 412, 426, 428, 467, 468, 477, 481, 484 en 498 zijn niet (meer) vergeven.